# 조이 (밴드)
조이(독일어: Joy)는 오스트리아의 팝 밴드이다. 히트곡 "Touch by Touch"와 "Valerie" 가장 잘 알려져 있다.